# K-League de 1984
A Korean Super League 1984 foi a segunda edição da principal divisão de futebol na Coreia do Sul, a K-League. A liga começou em março e terminou em novembro de 1984.
Oito times participaram da liga, seis profissionais: (Hallelujah, Yukong Elephants, Daewoo Royals, POSCO Dolphins, Lucky-Goldstar Hwangso, Hyundai Horang-i), e dois amadores (Hanil Bank FC e Kookmin Bank).

## Classificação

### Primeiro estágio
| Time                   | Pts | JG | V | E | E 0x0 | D | GM | GS | SG  | Notas              |
| ---------------------- | --- | -- | - | - | ----- | - | -- | -- | --- | ------------------ |
| Yukong Elephants       | 31  | 14 | 9 | 2 | 0     | 3 | 21 | 9  | +12 | Campeão 1º estágio |
| Daewoo Royals          | 30  | 14 | 9 | 1 | 1     | 3 | 24 | 15 | +9  |                    |
| Hyundai Horang-i       | 28  | 14 | 6 | 4 | 2     | 2 | 21 | 9  | +12 |                    |
| Hallelujah Eagles      | 22  | 14 | 5 | 3 | 1     | 5 | 16 | 18 | +3  |                    |
| Lucky-Goldstar Hwangso | 19  | 14 | 5 | 1 | 2     | 6 | 20 | 22 | -2  |                    |
| POSCO Dolphins         | 19  | 14 | 3 | 5 | 0     | 6 | 13 | 17 | -4  |                    |
| Hanil Bank             | 17  | 14 | 3 | 4 | 0     | 7 | 14 | 26 | -12 |                    |
| Kookmin Bank           | 9   | 14 | 1 | 2 | 2     | 9 | 12 | 25 | -13 |                    |

### Segundo estágio
| Time                   | Pts | JG | V | E | E 0x0 | D | GM | GS | SG  | Notas              |
| ---------------------- | --- | -- | - | - | ----- | - | -- | -- | --- | ------------------ |
| Daewoo Royals          | 29  | 14 | 8 | 1 | 3     | 2 | 23 | 8  | +15 | Campeão 2º estágio |
| Hyundai Horang-i       | 28  | 14 | 7 | 3 | 1     | 3 | 29 | 20 | +9  |                    |
| POSCO Dolphins         | 25  | 14 | 7 | 2 | 0     | 5 | 28 | 27 | +1  |                    |
| Hallelujah Eagles      | 23  | 14 | 5 | 3 | 2     | 4 | 18 | 17 | +1  |                    |
| Yukong Elephants       | 22  | 14 | 4 | 3 | 4     | 3 | 17 | 13 | +4  |                    |
| Hanil Bank             | 17  | 14 | 2 | 4 | 3     | 5 | 12 | 19 | -7  |                    |
| Lucky-Goldstar Hwangso | 14  | 14 | 3 | 2 | 1     | 8 | 18 | 23 | -5  |                    |
| Kookmin Bank           | 14  | 14 | 2 | 4 | 0     | 8 | 15 | 33 | -18 |                    |

## Artilheiros
| Ranking     | Artilheiro      | Clube                  | Gols | Jogos |
| ----------- | --------------- | ---------------------- | ---- | ----- |
| 1           | Baek Jong-Chul  | Hyundai Horang-i       | 16   | 28    |
| 2           | Choi Soon-Ho    | POSCO Dolphins         | 14   | 24    |
| 2           | Kim Yong-Se     | Yukong Elephants       | 14   | 28    |
| 4           | Lee Tae-Ho      | Daewoo Royals          | 11   | 20    |
| 5           | Oh Seok-Jae     | Hallelujah Eagles      | 9    | 22    |
| 5           | Rob Landsbergen | Hyundai Horang-i       | 9    | 27    |
| 5           | Cho Young-Jeung | Lucky-Goldstar Hwangso | 9    | 28    |
| 8           | Lee Yong-Soo    | Lucky-Goldstar Hwangso | 8    | 25    |
| 9           | 4 jogadores     | 4 jogadores            | 7    | –     |
| 13          | 3 jogadores     | 3 jogadores            | 6    | –     |
| 16          | 6 jogadores     | 6 jogadores            | 5    | –     |
| 22          | 9 jogadores     | 9 jogadores            | 4    | –     |
| 31          | 13 jogadores    | 13 jogadores           | 3    | –     |
| 44          | 15 jogadores    | 15 jogadores           | 2    | –     |
| 59          | 24 jogadores    | 24 jogadores           | 1    | –     |
| Gols contra | Gols contra     | Gols contra            | 6    | –     |